# Rijn en IJssel
Rijn en IJssel (WRIJ) is een waterschap, gelegen in Oost-Gelderland, het zuidoosten van de Veluwe en het zuidelijk deel van Overijssel. Het omvat onder andere (gedeelten) van de plaatsen Deventer, Bathmen, Holten, Markelo, Diepenheim, Haaksbergen en Buurse.
Het waterschap is gevestigd in Doetinchem en beslaat een oppervlakte van meer dan 200.000 hectare, waarin 21 gemeenten liggen. In 2024 wonen hier 650.000 inwoners en zijn er 18.000 bedrijven gevestigd. Het waterschap zorgt voor 4.022 kilometer aan rivieren, beken en kanalen, 138 kilometer aan primaire dijken en 443 kilometer aan regionale dijken (2024). Daarnaast staan er 1867 stuwen, 194 gemalen en 13 rioolwaterzuiveringsinstallaties.
Sinds 15 april 2011 is Hein Pieper dijkgraaf. Het college van dijkgraaf en heemraden bestaat verder uit vier heemraden.

## Geschiedenis
Het waterschap ontstond in 1997 uit een fusie van de waterschappen en organisatie:
- Polderdistrict Rijn en IJssel
- Waterschap De Schipbeek
- Waterschap IJsselland-Baakse Beek
- Waterschap van de Berkel
- Waterschap van de Oude IJssel
- Zuiveringsschap Oostelijk Gelderland

De huidige indeling van de beheersgebieden ziet er op de kaart als volgt uit: 

Sector De Liemers van beheersgebied Liemers en Veluwe bestaat uit de volgende deelstroomgebieden, die ook te zien zijn op onderstaande kaart: 
- Liemers (delen van de gemeenten Zevenaar, Duiven en Westervoort)
- Bevermeer (delen van de gemeenten Zevenaar, Montferland, Doetinchem, Doesburg en Bronckhorst)
- Oude Rijn (delen van de gemeenten Oude IJsselstreek, Montferland, Zevenaar en Duiven)

## Taken
Het waterschap zorgt voor de waterveiligheid, het beschermt het gebied zo goed mogelijk tegen wateroverlast en droogte en zorgt voor de kwaliteit van het oppervlaktewater. Het streeft daarbij naar een duurzame waterketen. Bij het waterschap werken ongeveer 550 medewerkers.

## Zetelverdeling en leden

#### Algemeen bestuur
Het algemeen bestuur heeft dertig leden. De leden horen bij een politieke partij of groepering. Inwoners kiezen 26 leden tijdens de waterschapsverkiezingen. Daarnaast kiezen belangenorganisaties kiezen vier leden. Deze vier zetels noemen we geborgde zetels. Vertegenwoordigers van de Vereniging van Bos- en Natuurterreineigenaren (VBNE) en LTO Noord hebben elke twee van deze zetels. Alle 30 leden bepalen samen het beleid van het waterschap in hoofdlijnen.
Meer over het algemeen bestuur en haar leden: www.wrij.nl/algemeen-bestuur